# Opius duplocarinatus
Opius duplocarinatus är en stekelart som beskrevs av Fischer 1965. Opius duplocarinatus ingår i släktet Opius och familjen bracksteklar. Inga underarter finns listade i Catalogue of Life.